# 1968年メキシコシティーオリンピックのキューバ選手団
1968年メキシコシティーオリンピックのキューバ選手団（1968ねんメキシコシティーオリンピックのキューバせんしゅだん）は、1968年10月12日から10月27日にかけてメキシコの首都メキシコシティーで開催された1968年メキシコシティーオリンピックのキューバ選手団、およびその競技結果。

## 概要
今大会は銀メダル4個、合計4個のメダルを獲得した。

## メダル
| メダル | 選手名                                                                              | 競技 | 種目             |
| ------ | ----------------------------------------------------------------------------------- | ---- | ---------------- |
| 銀     | エルメス・ラミレス フアン・モラレス パブロ・モンテス エンリケ・フィゲロラ           | 陸上 | 男子4×100mリレー |
| 銀     | マルレネ・エレハルデ フルヘンシア・ロメイ ヴィオレッタ・ケサダ ミゲリーナ・コビアン | 陸上 | 女子4×100mリレー |